# Boerenhoek (Enkhuizen)

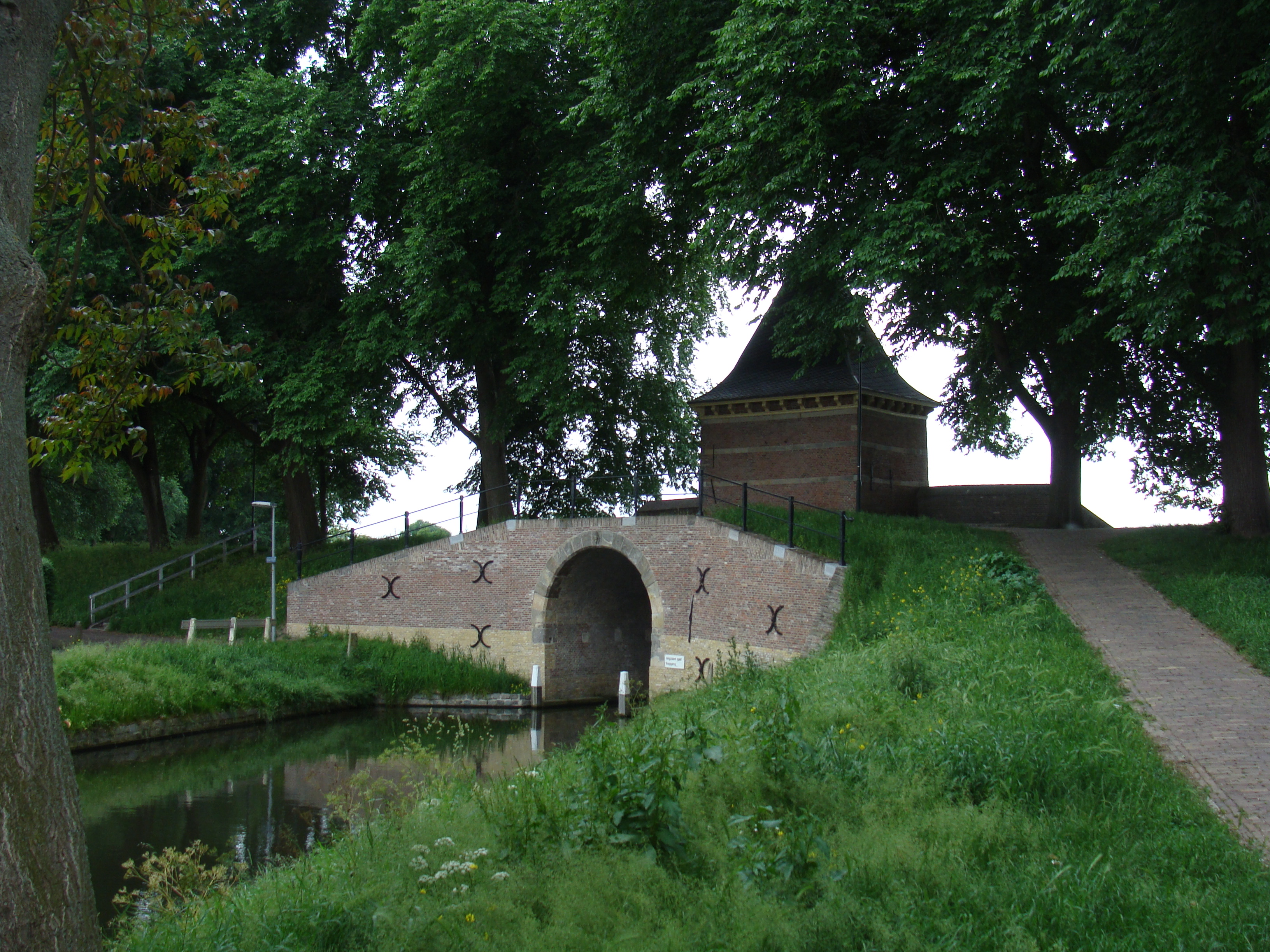
De Boerenboom aan de stadszijde gezien.

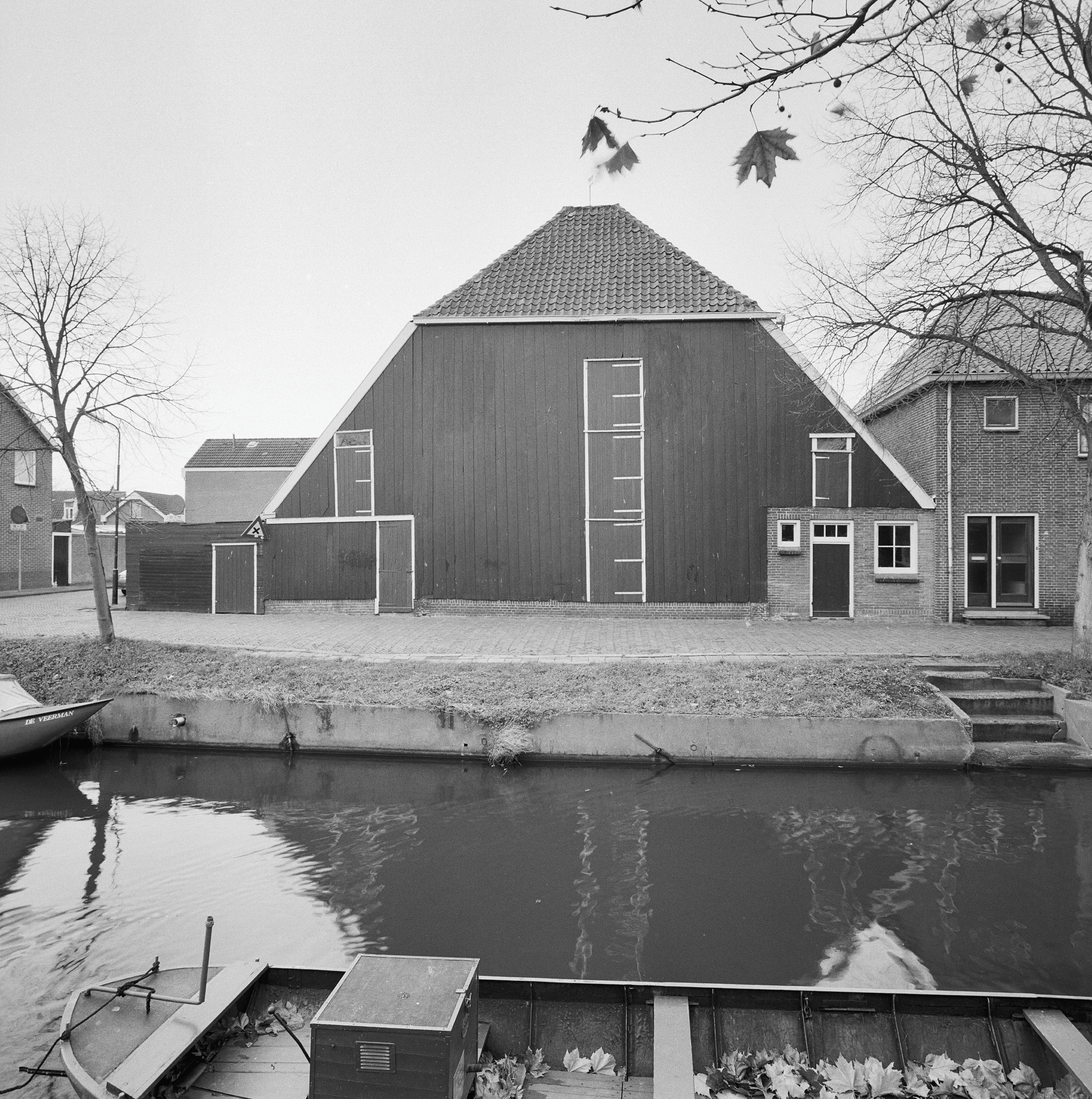
Voormalige stadsboerderij aan de Oude Gracht, tegenwoordig in gebruik als woonhuis.

De Boerenhoek (ook wel bouwershoek genoemd) is het noordwestelijke deel van de binnenstad van de Nederlandse plaats Enkhuizen, waar oorspronkelijk veel (stads)boerderijen zich bevonden.
In de Boerenhoek bevinden zich onder meer de Noorder Boerenvaart, de Oude Gracht, het Handvastwater en de Noordergracht. De Boerenboom en Oude Gouwsboom zijn twee waterpoorten in de vestingwal, waarlangs respectievelijk de Noorder Boerenvaart en het Handvastwater de binnenstad verlaten.

## Geschiedenis
De stad Enkhuizen was oorspronkelijk een samenvoeging van de dorpen Gommerkerspel en Enkhuizen, waarbij het eerste voornamelijk agrarisch georiënteerd was en het tweede vooral een vissersdorp was. De scheiding tussen die twee gemeenschappen is eeuwenlang gebleven, en de twee grote kerken van Enkhuizen, de Westerkerk en Zuiderkerk zijn daar een voorbeeld van. Na de stadsuitbreiding van 1594 bleef een groot deel van de nieuwe grond binnen de vestingwallen onbebouwd: de ambities van de 'vermaarde havenstad' Enkhuizen waren ingehaald door de economische teruggang aan het eind van de zeventiende eeuw. Veel bebouwing is in de eeuw daarop bovendien verdwenen. Alleen aan de Nieuwe Westerstraat was een dichte lintbebouwing gebleven, en veel van de andere grond in de stadsuitbreiding werd gebruikt voor boerderijen, touwbanen en buitenplaatsen.
Pas vanaf het einde van de negentiende eeuw, na de aanleg van de spoorlijn naar Hoorn en Amsterdam, kwam Enkhuizen weer op en werd de Boerenhoek weer volgebouwd (onder meer enkele woningbouwprojecten zoals de Patrimoniumbuurt). In 1998 vertrok de laatste 'stadsboer' uit de binnenstad. Hoewel een deel van de oude stadsboerderijen is gesloopt, staan er nog steeds karakteristieke boerderijgebouwen verspreid door de Boerenhoek, waaronder enkele rijksmonumenten.